# 銀河DJ召集令
銀河DJ召集令是一個台灣的一個廣播節目，於南台灣之聲（FM 103.9）播放，從每週日23:00－週一01:00，共計2小時，雖然是在深夜時段，但仍受到大量青少年與學生的喜愛，是個充滿熱血與活力的廣播節目。

## 簡介

### 節目背景
有一天，這個世界出現了一位冷酷無情、殘暴凶狠的大魔王，他比夏桀還要昏庸，他比紂王還要狠毒，就在這個時候，一群充滿正義熱血的銀河DJ出動了，銀河DJ召集令之超級戰艦組裝完成，瞄準大魔王，發射！節目就從此開始了......

### 節目名稱由來
- 因為是從銀河系召集來的DJ所做的節目

### 節目專有名詞介紹
- NF：新朋友 OF：老朋友
- 本週VIP：當週最佳的留言者，VIP的禮物是下週先唸“你的留言”。
- 哈雷路亞：原指感謝上帝，這裡指祝福。每次留言可請一位DJ哈雷路亞。

## DJ

### 主要DJ

#### 艾莉
又稱:為善不欲人知的艾莉、草頭艾草頭莉、愛你(台語)A艾莉
- 英文名:ALLY
- 生日:7月13日
- 畢業於東海大學哲學系 鳳山高中 三民國中十全國小
- 喜歡的國家:日本
- 進飛碟電台前工作:幫王鈞寫綜藝節目的劇本
- 最怕的昆蟲:蟑螂
- 最喜歡高雄的餐廳:六合夜市的紐西蘭牛排(後改名鈕西蘭)最推薦料理:鐵板麵

#### 西恩
- 又稱小帥西恩
- 英文名:Sean
- 生日:2月25日
- 畢業於中山醫學大學營養系 屏東高中明正國中勝利國小（曾經報考前鎮高中，沒有錄取因此選擇就讀屏東高中）
- 喜歡的國家:泰國
- 進飛碟電台前工作:華納唱片的西洋宣傳
- 最怕的昆蟲:蜈蚣
- 雙眼皮，但希望自己是單眼皮

黑棗

### 代班DJ

#### 艾莉時期

##### 涼風徹
- 代班次數最多DJ

##### 漢森小K
- 來自高雄市三民區，從事火鍋業
- 代班不只一次，但從未完整代班一集(前後半段才出現或節目沒結束就消失了)
- 曾答應若節目連署20人會再次代班但卻食言了

##### 小佩姐
- 宜蘭人，曾到日本讀書，寵物為NEMO爸
- 節目中唯一一次三個人一起主持，便是西恩、艾莉、小佩姐

##### MOMO
- 由黃金獵犬化為人形，只有農曆閏七月才會出現，是西恩從愛河抓來的，MOMO的寵物為神魚波波

#### 小米時期

##### 小蝦
- 小米公主的師弟，擅長模仿眾多名歌手的聲音
- 曾經在銀河DJ召集令實習，與小白一起主持廣播節目瞎掰百分百。

### 虛擬DJ

#### 艾莉艦隊
- 汪汪、竇娥、美環、志玲姐姐、周董、利菁、小丸子、朱哥亮

#### 西恩艦隊
- 狼嚎、張學友、郭富城、慧慈、屎蛋兒、遙遙(西)、丹尼爾、汗血寶馬、咪咪、柯博文、埋埋、海綿寶寶

#### 小米艦隊
- 蠟筆小米、小咕、k小花、山寨遙遙 (米)、老奶奶、夏姥姥、夏奇胖、夏魔女

#### 歷史艦隊
- 此艦隊成員將走入歷史，不再出現。
- 第五屆銀河DJ最愛人物票選:皮卡丘、萬牛狂奔、羊群、Hello Kitty、雞腿

## 節目紀錄

### 艾莉時期（1997飛碟聯播網南台灣之聲開播－2007.12）
原主持人艾莉因西恩某次在節目中出言不遜，再加上自己原本的工作過為繁忙，因此決定離開節目。
期間(2007.01.15~2007.02.15)曾暫停節目一個月，由其他DJ進行個別節目內容，
同時留言板開板管理員:"夜希" 發起(搶救銀D大作戰)連署超過1000人即可留下節目，
後來以1009人連署，低空飛過；一個月後節目繼續，但艾莉因為工作繁忙，僅能出現一小時，
直到2007年末，工作更加繁忙無法分身，遂宣告離開節目。

### 小米時期(2008.01.20~2017)
- 2010.08.01

## 外部連結
- 銀河DJ召集令討論板 （页面存档备份，存于）（繁體中文）